# Clemelis gymnops
Clemelis gymnops là một loài ruồi trong họ Tachinidae.